# Bill Foster
Ne doit pas être confondu avec Bill W. Foster.
Le docteur William « Bill » Foster, alias le Goliath noir (« Black Goliath » en VO), le second Giant-Man (en) ou le quatrième Goliath (en), est un super-héros évoluant dans l'univers Marvel de la maison d'édition Marvel Comics.
Créé par le scénariste Stan Lee et le dessinateur Don Heck, le personnage de fiction apparait pour la première fois en tant que Bill Foster dans le comic book Avengers #32 en septembre 1966.
Au cinéma, le personnage a été interprété par l'acteur Laurence Fishburne dans le film Ant-Man et la Guêpe (2018).

## Historique de la publication
Le docteur Williamn Foster est créé par Stan Lee et Don Heck dans le comic book The Avengers #32 en septembre 1966 (publié en France dans la revue Submariner n°3 en avril 1977).
Son identité de « Black Goliath » est créée par le scénariste Tony Isabella et le dessinateur George Tuska dans le comic book Power Man #24, paru en avril 1975 (en France, dans L'Inattendu n°23 en avril 1980). Le Goliath noir a eu droit à son propre comic book en 1976, mais celui-ci ne dura que cinq numéro (tous publiés en France dans la revue Eclipso en 1977).
Foster devient ensuite le second Giant-Man (en) dans Marvel Two-in-One #55 en septembre 1979 (en France, dans Spécial Strange n°32 en juin 1983). Il devient enfin le quatrième Goliath (en) dans The Thing (vol. 2) #1 en janvier 2006.
Le personnage de Bill Foster apparaît aussi dans d'autres comic books : The Avengers, Power Man, Marvel Two-in-One, The Champions, The Defenders, Marvel Super-Heroes (vol. 3), Marvel Comics Presents et Civil War. Il trouve la mort dans cette dernière série, au quatrième numéro.

## Biographie du personnage
Le docteur William Foster est un Afro-Américain doté de pouvoirs semblables à ceux de Henry Pym (alias Giant-Man (en)). Il peut augmenter sa taille et sa masse dans des proportions gigantesques. 
Il naît dans le quartier de Watts à Los Angeles. Biochimiste de formation, il travaille pour l’entreprise Stark Industries, propriété du milliardaire Tony Stark (Iron Man). Il est à un moment chargé de trouver un remède pour Henry Pym, alors connu sous le nom de Giant-Man, qui n'arrive plus à retrouver sa taille normale.
Plus tard, après avoir acquis la formule des « particules Pym », Foster devient capable lui-aussi de devenir un géant. Il prend le nom de Black Goliath et aide Power Man à combattre le Cirque du Crime.
Il entreprend ensuite une carrière de super-héros et rejoint le groupe des Champions de Los Angeles. Lorsque ce groupe se sépare, il rejoint l'équipe des Défenseurs.
Foster rejoint plus tard le Projet Pegasus, un centre de recherche secret du gouvernement américain sur l'énergie. Il aide alors la Chose, Quasar et Aquarian à défendre le Projet Pegasus contre de nombreux ennemis. Il apparaît alors qu'il souffre d'un cancer, causé par un combat qu'il a eu avec Atom-Smasher. Il est guéri grâce à une transfusion de sang de Spider-Woman mais cela entraîne la perte de ses pouvoirs.
Bien qu'il ait perdu ses pouvoirs il aide les Vengeurs à détruire une arme de destruction massive près du Mont Rushmore.
Après avoir regagné ses pouvoirs, il soutient Captain America dans son combat contre l'enregistrement des super-héros. Lors d'affrontements opposant le groupe de Captain America et celui d'Iron Man, il est tué par un clone du dieu Thor.

## Pouvoirs et capacités
Bill Foster possédait le pouvoir d'augmenter sa taille et sa masse en attirant une masse supplémentaire provenant d'une source extra-dimensionnelle. Cela lui donnait une force surhumaine, proportionnelle à sa taille. Ce processus étant fatigant, Foster devenait vulnérable s'il changeait trop souvent de taille.
En complément de ses pouvoirs, le docteur Bill Foster était un brillant scientifique, chercheur et inventeur et sans doute l'un des meilleurs biochimistes de la planète. Il a également reçut un entraînement militaire.
Les super pouvoirs de Bill Foster étaient le résultat de la formule biochimique contenant des « particules Pym » crées par Hank Pym, qu'il a ingérées.
Avec sa taille de géant, Goliath possédait une force surhumaine, des sens plus aiguisés que la normale, une résistance supérieure à la moyenne, une voix amplifiée et un cerveau plus grand, ce qui le rendait a peu près immunisé face aux attaques psioniques.
Il pouvait atteindre une taille maximale de 4,5 mètres et pouvait alors soulever une masse de 10 tonnes. Après les Guerres de l'évolution, il a pu atteindre une taille de 7,6 mètres (le fait de dépasser cette hauteur pouvait lui occasionner de sévères dégâts physiologiques).

## Apparitions dans d'autres médias

### Cinéma et télévision

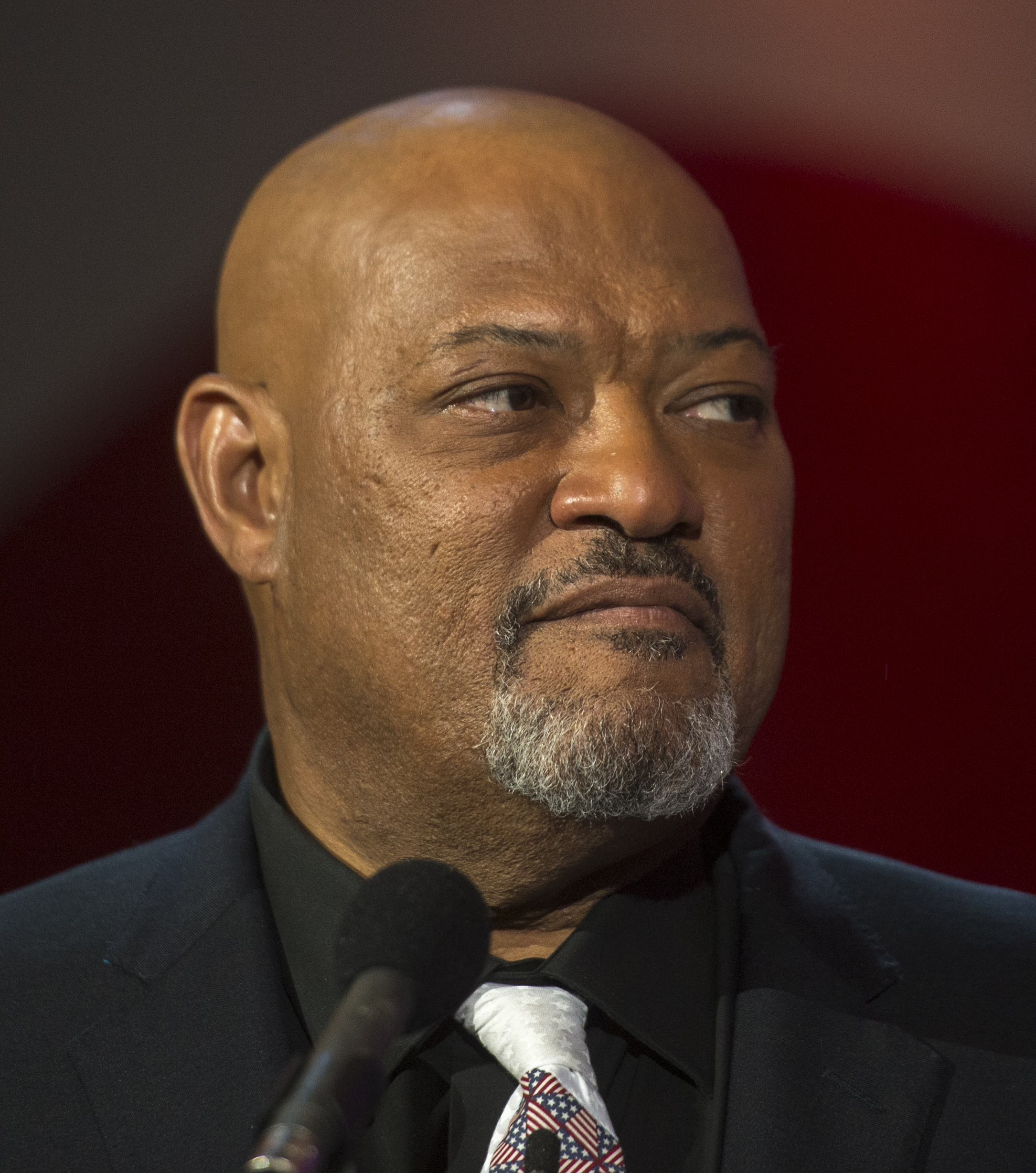
Laurence Fishburne interprète Bill Foster dans le film Ant-Man et la Guêpe (2018).

Interprété par Laurence Fishburne dans l'univers cinématographique Marvel
- 2018 : Ant-Man et la Guêpe réalisé par Peyton Reed
- 2023 : What If...? (série télévisée d'animation)

### Jeu vidéo
- 2009 : Marvel: Ultimate Alliance 2